# CE Sabadell
CE Sabadell is een Spaanse voetbalclub uit Sabadell, Catalonië. Sinds 2025 komt de club uit in de Primera Federación.

## Geschiedenis
CE Sabadell werd in 1903 opgericht. De club speelde veertien seizoenen in de Primera División, maar bracht meer tijd door in de Segunda División A (40 seizoenen). Hoogtepunt in de clubgeschiedenis is het bereiken van de finale van de Copa del Rey in 1935. CE Sabadell verloor deze finale echter met 3-0 van Sevilla FC. In 1969 speelde de club in de Jaarbeursstedenbeker, maar CE Sabadell werd destijds in de eerste ronde al uitgschakeld door Club Brugge. Na afloop van het seizoen 1992/93 werd Sabadell twee divisies teruggezet vanwege het niet uitbetalen van spelerssalarissen en moest derhalve een herstart maken in de Tercera División. De club promoveerde echter meteen weer. CE Sabadell degradeerde in het seizoen 2005/06 weer naar de Tercera División. Na twee kampioenschapstitels in 2006/2007 en 2010/2011 (en winst in de eindronde tegen een andere kampioen, SD Eibar, kwam de ploeg weer terecht in de Segunda A. In 2015 degradeerde CE Sabadell naar de Segunda B. Een jaar later won de club voor het eerst de Copa de Catalunya, door met 2-0 te winnen van FC Barcelona B. Voor de rest waren de seizoenen tussen 2015 en 2019 met een zevende, vijftiende en twee twaalfde plaatsen in de eindrangschikking.
Op het einde van het seizoen 2019-2020 kon de ploeg zich met een derde plaats nogmaals plaatsen voor de eindronde. Door de coronapandemie werden de rondes in één wedstrijd op neutraal terrein in en rond Marbella gespeeld. In de eerste ronde werd Atlético Madrid B uitgeschakeld na een wedstrijd die eindigde op 1-1, de verlengingen geen verandering brachten en de strafschoppen bleek de Catalaanse ploeg met 3-1 te sterk. In de tweede ronde werd Cultural Leonesa uitgeschakeld met een vergelijkbaar scenario, 2-2 na 90 minuten en verlengingen en Sabadell bleek met 7-6 net te sterk tijdens de strafschoppen. In de finale kwam Barca Atletic de eerste helft nog op voorsprong, maar in de tweede helft zetten Aleix Coch Lucena en Néstor Querol Mateu de situatie recht voor Sabadell. Zo speelde de ploeg vanaf seizoen 2020-2021 weer in de Segunda División A.  Maar die terugkeer zou van heel korte duur zijn, want een achttiende plaats zo net niet genoeg zijn om het behoud te verzekeren.  Zo staat de ploeg tijdens seizoen 2021-2022 aan het doopvont van de nieuwe Primera División RFEF.

## Erelijst
- Campionat de Catalunya

1934
- Campionat de Catalunya de Segona Categoria

1913, 1914, 1930
- Copa del Rey

Finalist: 1935
- Copa Federación de España

2000
- Copa de Catalunya

2016

## Eindklasseringen
- 1940 2e
Segunda División
- 1941 9e
Segunda División
- 1942 1e
Segunda División
- 1943 2e
Segunda División
- 1944 9e
Primera División
- 1945 13e
Primera División
- 1946 1e
Segunda División
- 1947 5e
Primera División
- 1948 12e
Primera División
- 1949 14e
Primera División
- 1950 6e
Segunda División
- 1951 3e
Segunda División
- 1952 4e
Segunda División
- 1953 11e
Segunda División
- 1954 6e
Segunda División
- 1955 10e
Segunda División
- 1956 5e
Segunda División
- 1957 2e
Segunda División
- 1958 2e
Segunda División
- 1959 2e
Segunda División
- 1960 7e
Segunda División
- 1961 6e
Segunda División
- 1962 8e
Segunda División
- 1963 16e
Segunda División
- 1964 1e
Tercera División
- 1965 2e
Segunda División
- 1966 14e
Primera División
- 1967 8e
Primera División
- 1968 12e
Primera División
- 1969 4e
Primera División
- 1970 13e
Primera División
- 1971 13e
Primera División
- 1972 18e
Primera División
- 1973 12e
Segunda División
- 1974 15e
Segunda División
- 1975 19e
Segunda División
- 1976 6e
Tercera División
- 1977 1e
Tercera División
- 1978 6e
Segunda División
- 1979 12e
Segunda División
- 1980 6e
Segunda División
- 1981 7e
Segunda División
- 1982 11e
Segunda División
- 1983 18e
Segunda División
- 1984 1e
Segunda División B
- 1985 4e
Segunda División
- 1986 2e
Segunda División
- 1987 15e
Primera División
- 1988 19e
Primera División
- 1989 13e
Segunda División
- 1990 7e
Segunda División
- 1991 12e
Segunda División
- 1992 9e
Segunda División
- 1993 20e
Segunda División
- 1994 1e
Tercera División
- 1995 11e
Segunda División B
- 1996 16e
Segunda División B
- 1997 11e
Segunda División B
- 1998 11e
Segunda División B
- 1999 7e
Segunda División B
- 2000 13e
Segunda División B
- 2001 3e
Segunda División B
- 2002 14e
Segunda División B
- 2003 7e
Segunda División B
- 2004 16e
Segunda División B
- 2005 13e
Segunda División B
- 2006 18e
Segunda División B
- 2007 3e
Tercera División
- 2008 14e
Segunda División B
- 2009 4e
Segunda División B
- 2010 11e
Segunda División B
- 2011 1e
Segunda División B
- 2012 19e
Segunda División
- 2013 16e
Segunda División
- 2014 10e
Segunda División
- 2015 21e
Segunda División
- 2016 7e
Segunda División B
- 2017 15e
Segunda División B
- 2018 12e
Segunda División B
- 2019 12e
Segunda División B
- 2020 3e
Segunda División B
- 2021 19e
Segunda División
- 2022 8e
Primera Federación
- 2023 10e
Primera Federación
- 2024 16e
Primera Federación
- 2025 4e
Segunda Federación

- Primera División
- Segunda División
- Primera Federación
- Segunda Federación
- Segunda División B
- Tercera Federación

## Sabadell in Europa
#R = #ronde, T/U = Thuis/Uit, W = Wedstrijd, PUC = punten UEFA coëfficiënten .
Uitslagen vanuit gezichtspunt CE Sabadell
| Seizoen | Competitie           | Ronde | Land            | Club        | Totaalscore | 1e W    | 2e W    | PUC |
| ------- | -------------------- | ----- | --------------- | ----------- | ----------- | ------- | ------- | --- |
| 1969/70 | Jaarbeursstedenbeker | 1R    | Vlag van België | Club Brugge | 3-5         | 2-0 (T) | 1-5 (U) | 2.0 |

Totaal aantal punten voor UEFA coëfficiënten: 2.0

## Bekende (oud-)spelers

### Belgen
- Urko
- Kenneth Brylle

### Nederlanders
- Jan Peters

### Spanjaarden
- Manuel Almunia
- Periko Alonso
- Xavier Aguado
- Joan Barbarà
- David Bermudo

- Eneko Fernández
- Juli Gonzalvo "Gonzalvo I"
- Josep Gonzalvo "Gonzalvo II"
- Alberto Manga

- Miguel Ángel
- Lluís Pujol
- Xavier Roca
- Juan Velasco

### Overig
- Juvenal Edjogo-Owono
- Thomas N'Kono

- Juan Seminario
- Lukas Tudor